# Birger svéd király
Birger Magnusson (1280 – 1321. május 31.) svéd király 1290-től 1318-ig, polgárháborúba keveredett fivéreivel (1306–1310). Később (1317–1318) bebörtönöztette és meg is ölette őket, hamarosan azonban neki kellett Dániába menekülnie.
III. Magnus fiaként született. Édesapja még életében, 1284-ben királlyá választatta legidősebb fiát, Birger ezután "ifjabb királynak" nevezték. Magnus után tették a trónra, de az 1290 és 1302 közötti régensi időszakban névleges király volt. Gyámjául még Magnus nevezte meg legfőbb bizalmasát, Torgils Knutssont. Neki köszönhető az emberevőnek nevezett karéliaiak keresztény hitre térítése. Birgert 1302-ben koronázták meg, és öccseivel, Erikkel és Valdemár összefogva 1305. december 6-án foglyul ejtette, és a következő év február 10-én lefejeztette Torgilsot. Ám ez év szeptember 29-én öccsei Birger ellen fordultak és elfogták a királyt (ez volt az ún. håtunai játék). A nyköpinghusi börtönüregekből Birgert sógora, VI. Erik dán király szabadította ki, miután Västegötland déli részét felégetve a mai Ulricehamnig nyomult előre. Miután Erik herceg gyújtogatva, rabolva betört Norvégiába, annak királya V. Haakon is bekapcsolódott a háborúba. 1310-ben Birger király megállapodott Erik és Valdemár hercegekkel, hogy a birodalmat felosztják egymás között. Birger szent esküvést tett az egyezségre és tovább uralkodhatott Azonban balszerencsés üzletekbe keveredett , s arra kényszerült, hogy pénzt kölcsönözzön a dán VI. Erik királytól A lakosságra is új adókat vetett ki, de a gotlandi parasztok megtagadták befizetésüket Annyira komollyá vált a helyzet hogy a királynak erőszakos úton, katonák segítségével kellett behajtania az adót. Ám Birger nem felejtette el az öccseitől elszenvedett megaláztatásokat. Az 1317. év második felére megértek a király tervei. 1317. december 10-ről 11-re virradó éjjelen elfogatta öccseit, börtönbe záratta és halálra éheztette őket. Azok katonái a következő év augusztus-ában elűzték a királyt, és Erik herceg fiát, Magnust kiáltották ki uralkodónak. Birger Dániába menekült és ott is halt meg.

## Gyermekei
Birger 1298-ban házasodott össze Dániai Margittal (1277 – 1341. október 3.), V. Erik dán király leányával, aki négy gyermeket szült férjének:
- Magnus[8] (1300 szeptembere – 1320. október 27.)
- Erik[8]
- Ágnes[8]
- Katalin[8]